# Сікріта
Сікріта (рум. Sicrita) — село у повіті Прахова в Румунії. Входить до складу комуни Рифов.
Село розташоване на відстані 44 км на північ від Бухареста, 17 км на південний схід від Плоєшті, 101 км на південний схід від Брашова.

## Населення
За даними перепису населення 2002 року у селі проживали 508 осіб, усі — румуни. Усі жителі села рідною мовою назвали румунську.